# Синичка
Синичка — річка  в Україні, у Христинівському районі Черкаської області. Права притока Канельки (басейн Південного  Бугу).

## Опис
Довжина річки приблизно 5 км.
Притока: Гнила Канелька (права).-

## Розташування
Бере початок на південному сході від Шукайводи.Тече переважно на північний схід через Христинівку і впадає у річку Канельку, праву притоку Канели.